# Antoni I Brabancki
Antoni I Brabancki (sierpień 1384 – 25 października 1415), poległ bitwie pod Azincourt) – książę Brabancji, Lothier i Limburga. Antoni był synem Filipa II, księcia Burgundii i Małgorzaty Flandryjskiej, jego bratem był Jan bez Trwogi. Założyciel brabanckiej linii Walezjuszów.
W 1415 roku wojska angielskie pod wodzą Henryka V wylądowały w Normandii, wzniecając w ten sposób, po piętnastu latach, na nowo konflikt francusko-angielski, znany pod nazwą wojny stuletniej. W obozie francuskim przeważyła opinia za wydaniem Anglikom walnej bitwy. Choć Francuzi mieli przewagę liczebną, to jednak Anglicy nie raz dowiedli swej wyższości na polu bitwy, głównie dzięki znakomitym łucznikom. Dumne francuskie możnowładztwo jednak wciąż wierzyło w siłę rycerskiej jazdy, nad plebejskim wojskiem Anglików, do tego stopnia, że wielu z nich opowiadało się za jak najszybszym rozpoczęciem bitwy, nie czekając na siły posiłkowe, którymi dowodził między innymi Antoni Brabancki, składające się z milicji miejskich.
Wobec tego książę Brabancji przybył na pole bitwy pod Aznicourt spóźniony, nie chcąc wobec tego tracić czasu założył cudzą zbroję, którą okrył płaszczem zrobionym z proporca. Pośpiech ten przypłacił śmiercią, bowiem, gdy w trakcie walki został schwytany, z powodu lichego ubioru został uznany za szeregowego rycerza i umieszczony w taborze wraz z innymi jeńcami. W szczytowym momencie bitwy, król angielski Henryk V, chcąc zahamować szarże nieprzyjaciela, zdecydował się rzucić do boju obozową czeladź, co całkowicie ogołociło królewski tabor z ochrony. W tej sytuacji obawiając się buntu około tysiąca jeńców, a także nie będąc jeszcze pewnym wyniku bitwy, Henryk wydał rozkaz egzekucji wszystkich brańców. Jak się okazało jego obawy były przedwczesne i wkrótce bitwa rozstrzygnęła się na jego korzyść. Niestety, mimo tego, że Henryk natychmiast wydał rozkaz wstrzymania rzezi, wśród już zabitych znalazł się Antoni.
Poślubił w Arras 21 lutego 1402 Joannę z Saint-Pol (zm. 1406), córkę Walerana III z Luksemburga, hrabiego Ligny i Saint-Pol, która urodziła mu dwoje dzieci:
- Jana (1403–1427) – księcia Brabancji
- Filipa (1404–1430) – księcia Brabancji

Po śmierci Joanny ożenił się ponownie, 16 lipca 1409 roku, z Elżbietą, księżną Luksemburga (zm. 1451), jedyną córką Jana ze Zgorzelca. Z tego małżeństwa narodziło się dwoje dzieci:
- Wilhelm (2 czerwca 1410 -10 lipca 1410)
- córka (1412)

Poza tym posiadał dwoje dzieci ze związków pozamałżeńskich.